# Cygnus CRS Orb-3
Cygnus CRS Orb-3 nebo Orbital Sciences CRS Flight 3 byla čtvrtá mise nákladní kosmické lodi Cygnus, kterou vyvinula a postavila společnost Orbital Sciences Corporation. Start na raketě Antares z kosmodromu MARS (Mid-Atlantic Regional Spaceport) se uskutečnil 28. října 2014, 22:22:38 UTC. Tento let, který by byl čtvrtým letem lodi Cygnus k Mezinárodní vesmírné stanici a pátým letem nosné rakety Antares, vedl k explozi rakety Antares 23 sekund po startu.

## Náklad
Celkový náklad: 2 215 kg
- Vědecké výzkumy: 727 kg

- Zásoby pro posádku: 748 kg
  - Vybavení: 124 kg
  - Jídlo: 617 kg
  - Manuály: 7 kg (15 lb)

- Staniční hardware: 635,7 kg
  - Hardware NASA: 605,7 kg
  - Hardware JAXA: 30 kg

- Vybavení pro vesmírný výstup: 66 kg

- Počítačové příslušenství: 37 kg